# Ancyluris colubra
Ancyluris colubra is een vlindersoort uit de familie van de prachtvlinders (Riodinidae), onderfamilie Riodininae.
Ancyluris colubra werd in 1859 beschreven door Saunders.